# Cohors IIII Nerviorum

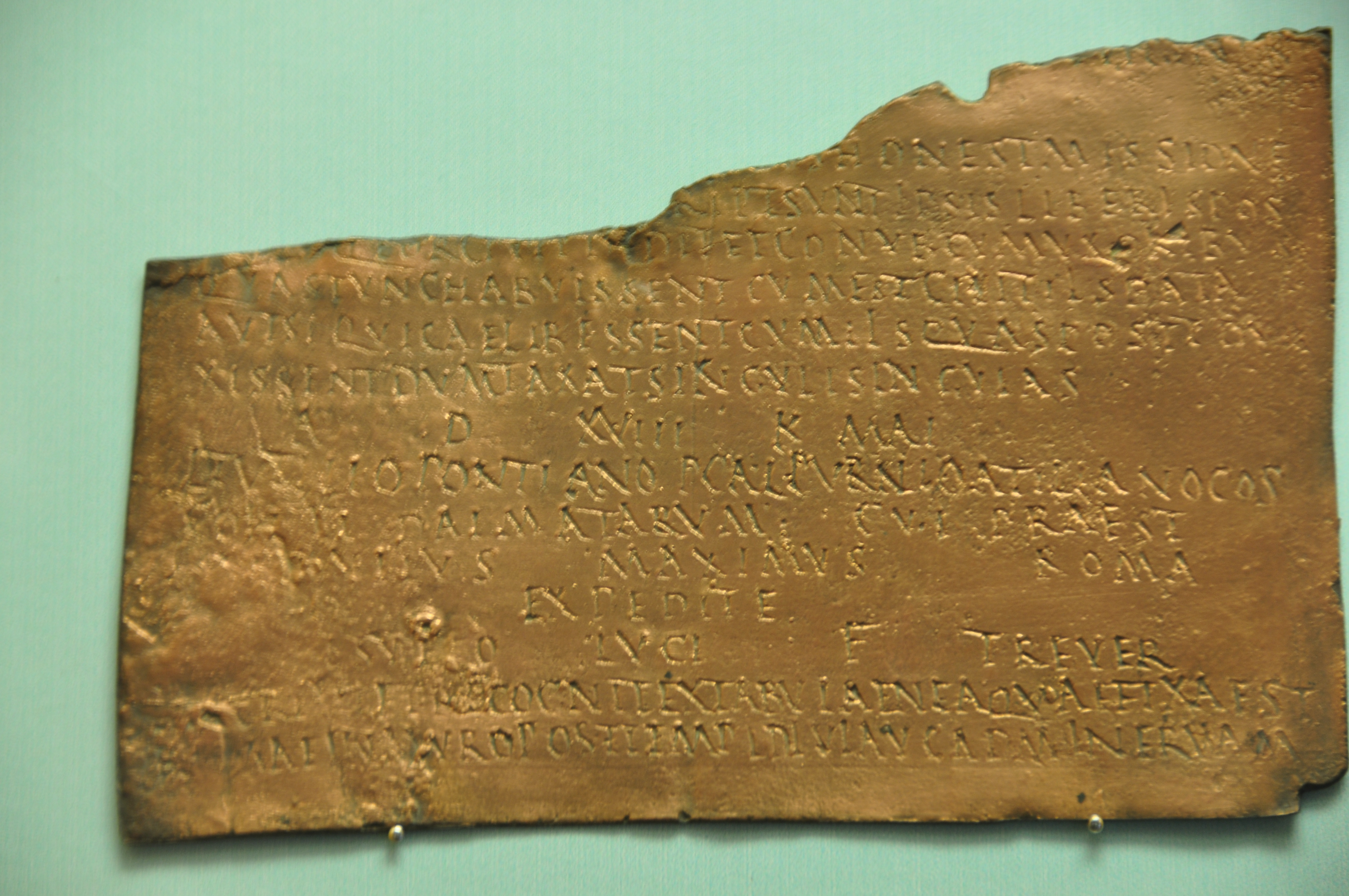
Das Militärdiplom vom 14. Juli 135

Die Cohors IIII Nerviorum (deutsch 4. Kohorte der Nervier) war eine römische Auxiliareinheit. Sie ist durch ein Militärdiplom belegt.

## Namensbestandteile
- Cohors: Die Kohorte war eine Infanterieeinheit der Auxiliartruppen in der römischen Armee.

- IIII: Die römische Zahl steht für die Ordnungszahl die vierte (lateinisch quarta). Daher wird der Name dieser Militäreinheit als Cohors quarta .. ausgesprochen.

- Nerviorum: der Nervier. Die Soldaten der Kohorte wurden bei Aufstellung der Einheit aus dem Volksstamm der Nervier auf dem Gebiet der römischen Provinz Gallia Belgica rekrutiert.

- civium Romanorum: der römischen Bürger. Den Soldaten der Einheit war das römische Bürgerrecht zu einem bestimmten Zeitpunkt verliehen worden. Für Soldaten, die nach diesem Zeitpunkt in die Einheit aufgenommen wurden, galt dies aber nicht. Sie erhielten das römische Bürgerrecht erst mit ihrem ehrenvollen Abschied (Honesta missio) nach 25 Dienstjahren. Der Zusatz kommt in dem Militärdiplom von 140/154 vor.[1][A 1]

Da es keine Hinweise auf die Namenszusätze milliaria (1000 Mann) und equitata (teilberitten) gibt, ist davon auszugehen, dass es sich um eine Cohors quingenaria peditata, eine reine Infanterie-Kohorte, handelt. Die Sollstärke der Einheit lag bei 480 Mann, bestehend aus 6 Centurien mit jeweils 80 Mann.

## Geschichte
Die Kohorte war in der Provinz Britannia stationiert. Sie ist auf einem Militärdiplom für das Jahre 135 n. Chr. aufgeführt.
Die Einheit wurde möglicherweise um 71 unter Quintus Petillius Cerialis in die Provinz Britannia verlegt. Der einzige Nachweis der Einheit beruht auf einem Diplom, das auf 135 datiert ist. In dem Diplom wird die Kohorte als Teil der Truppen (siehe Römische Streitkräfte in Britannia) aufgeführt, die in der Provinz stationiert waren. Es ist unsicher, ob sie noch auf einem weiteren Diplom aufgeführt ist.

## Standorte
Standorte der Kohorte sind nicht bekannt.

## Angehörige der Kohorte
Angehörige der Kohorte sind nicht bekannt.